# Challenge Roth
Challenge Roth (nach dem Sponsor derzeit DATEV Challenge Roth, bis 2009 Quelle Challenge Roth) ist seit 2002 der Name eines Wettkampfs auf der Triathlon-Langdistanz im mittelfränkischen Roth.
Bis zu 300.000 Zuschauer entlang der Wettkampfstrecken verfolgen den seit Jahren auch live von BR Fernsehen übertragenen Triathlon über 3,8 km Schwimmen, 180 km Radfahren und einem Marathonlauf über 42,2 km, der zu den weltweit traditionsreichsten und bestbesetzten Triathlonveranstaltungen zählt und als erster Wettkampf zur Challenge Family Weltserie gehörte.

## Geschichte

### Organisation
Die Geschichte der Challenge Roth reicht zurück bis ins Jahr 1984, als Detlef Kühnel, 1982 und 1983 einer der ersten europäischen Teilnehmer des Ironman Hawaii, am 22. September 1984 mit der von ihm gegründeten Triathlonabteilung des TSV Roth den Franken-Triathlon mit 83 Teilnehmern organisierte.
Von Beginn an war Herbert Walchshöfer, stellvertretender Geschäftsführer der Congress- und Tourismuszentrale Nürnberg, für Presse, Marketing sowie Moderation im Zielbereich verantwortlich. Aus dem Franken-Triathlon wurden 1985 die erste Bayerische Meisterschaft, 1986 Deutsche Meisterschaften mit Scott Tinley und Dirk Aschmoneit an der Spitze und 1987 Europameisterschaften.
Kühnel schloss einen Vertrag mit Valerie Silk, der ihm ermöglichte, ihr Markenzeichen „Ironman“ exklusiv in Europa zu nutzen. Der Ironman Europe entwickelte sich zur mit Abstand größten europäischen Triathlonveranstaltung, die zeitweise fast zehn Stunden live im Fernsehen gezeigt wurde. 4000 Anmeldungen für 2700 Startplätze gingen 1998, als Meldeformulare noch per Post versandt wurden, bei Kühnel ein. Die Polizei zählte regelmäßig eine sechsstellige Zuschauerzahl entlang der Strecke, die internationale Starterfelder mit u. a. Mark Allen, Peter Reid, Ken Glah, Luc Van Lierde sowie Paula Newby-Fraser, Heather Fuhr, Lori Bowden und Jan Wanklyn anfeuerten.

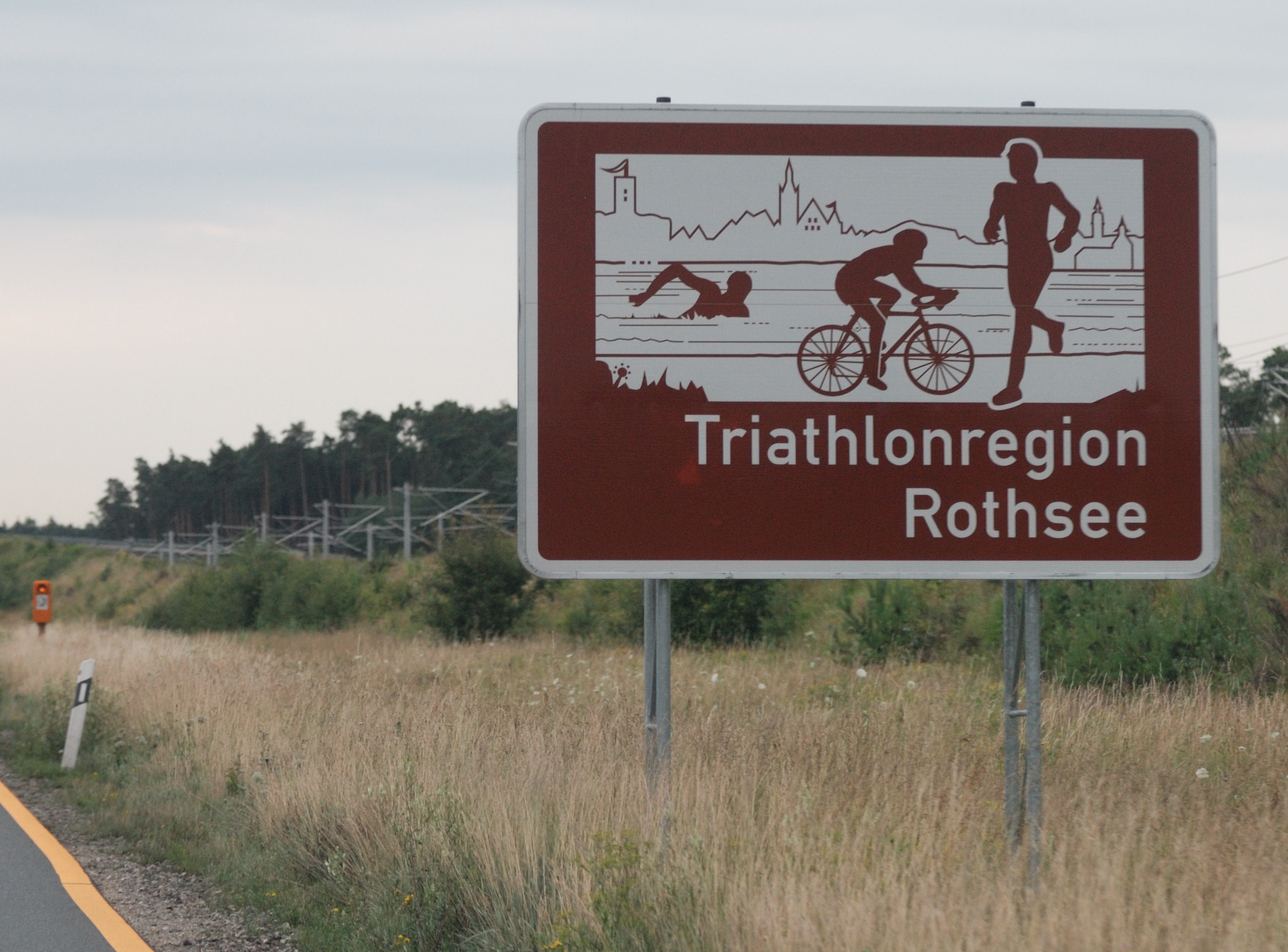
Unterrichtungstafel an der Autobahn A9 bei Roth

Eine Reduzierung des Teilnehmerfeldes, einen Massenstart statt der traditionellen Startgruppen sowie höhere Gebühren für die – längst nicht mehr europaweit exklusive – Nutzung seines Markenzeichens Ironman im Veranstaltungsnamen forderte dessen Rechteinhaber 2001. Kühnel und Walchshöfer benannten daraufhin die Veranstaltung 2002 in Challenge Roth um, wobei z. B. Streckenführung und Hauptsponsoren Quelle und Post AG, insbesondere aber die mehreren tausend freiwilligen Helfer und das Zuschaueraufkommen an der Strecke unverändert blieben. Wesentliche Neuerung war die Ergänzung der Teilnahmeoption als Staffel, wobei sich drei Personen die drei Disziplinen aufteilen. Die Hauptverantwortung in der Organisation des Wettkampfes, über den die Frankfurter Allgemeine Zeitung titelte „Triathlon in Roth ist wie Tennis in Wimbledon“, übernahm Herbert Walchshöfer. Detlef Kühnel blieb in den ersten Jahren noch im Hintergrund beteiligt und initiierte z. B. 2003 die erste Serie rund um die Challenge Roth.
Im Vergleich zu den Vorjahren reduzierte sich unter dem neuen Namen zwar zunächst die Flut der Anmeldungen, das Teilnehmerfeld war aber auch schon im ersten Jahr sechs Wochen vor dem Startschuss ausgebucht.
Auch wenn die örtlichen Gegebenheiten die maximale Teilnehmeranzahl limitieren, wurden in den Folgejahren regelmäßig Möglichkeiten zu deren Optimierung gesucht und wahrgenommen. Trotzdem sank die Zeit, bis alle verfügbaren Startplätze vergeben waren, fortlaufend. Mit 3400 Einzelstartern und 1950 Staffelteilnehmern aus über 60 Nationen sowie laut Angaben der Polizei 260.000 Zuschauern an der Strecke wurde die Veranstaltung von 2011 an sechsmal in Folge als Deutschlands „Rennen des Jahres“ geehrt.
Für 2012 war die Online-Anmeldung erstmals nach weniger als 24 Stunden geschlossen. Eine erhebliche Anzahl der Teilnehmer melden sich gleich am Tag nach dem Wettkampf persönlich vor Ort für das Folgejahr an, der Ansturm führt zu mehreren hundert Meter langen Warteschlangen.
Von 2003 bis 2010 sowie von 2013 bis 2015 wurden im Rahmen der Challenge Roth die Deutschen Triathlon-Meister auf der Langdistanz ermittelt. Für 2012 vergab die European Triathlon Union (ETU) die Ausrichtung der Europameisterschaften an die Challenge Roth, die seither bei wechselnden europäischen Veranstaltungen der Challenge Family Serie stattfinden.
Einen besonders emotionalen Moment gab es bei der Challenge Roth 2007, als beim traditionellen Feuerwerk zum Zielschluss Herbert Walchshöfer auf einem Rollstuhl in das Stadion gerollt wurde. Walchshöfer hatte 2005 aufgrund eines Lungenleidens eine Transplantation erhalten und starb im Herbst 2007 mit 58 Jahren.
2008 trugen die Teilnehmer der Challenge Roth schwarze Armbinden mit der Aufschrift „Herbert Danke“ beim Zieleinlauf. Walchshöfers Frau Alice sowie seine Kinder Felix und Kathrin übernahmen die Organisation der Veranstaltung, die sie mit weltweit rund 40 weiteren Wettkämpfen unter dem Challenge-Logo zu einer der größten Triathlonserien ausbauten.
2015 waren die verbliebenen Startplätze innerhalb von 70 Sekunden im Internet vergeben. Das Kontingent für deutsche Triathleten ist auf 60 % der Startplätze limitiert.
Die Nationen mit dem nach Deutschland größten Starterfeld waren 2015 Großbritannien, Frankreich, Australien, die USA und Spanien, die zusammen auf rund 750 Teilnehmer kamen. Entsprechend finden die Wettkampfbesprechungen vor der Veranstaltung in Spanisch, Französisch, Englisch und Deutsch statt.
2015 waren an der Challenge Roth rund 6000 freiwillige Helfer ergänzt durch 300 Polizeibeamte, 600 Helfer aus 24 Freiwilligen Feuerwehren und dem örtlichen Technischen Hilfswerk (THW), sowie 390 Sanitäter beteiligt. 65 Wettkampfrichter wachten über die Einhaltung des Regelwerks der Deutschen Triathlon Union. Die Polizei zählte insgesamt 260.000 Zuschauer entlang der Strecke, weitere 7,3 Millionen Zuschauer in Deutschland ermittelte ein Marktforschungsunternehmen bei den TV-Berichten, die sich in der Summe auf 21:41 Stunden Sendezeit addierten. 250 akkreditierte Journalisten schrieben Artikel, die in 359 Zeitungen und Zeitschriften erschienen.
2011, 2012, 2013, 2014, 2015 und erneut 2016 wurde die Challenge Roth jeweils bei der Sailfish Night of the Year mit dem Triathlon Award als Deutschlands „Rennen des Jahres“, das die Leser der Zeitschrift Triathlon wählen, ausgezeichnet.
Die Familie Walchshöfer zog sich Ende 2015 aus der Challenge Family GmbH zurück, konzentrierte sich auf die Challenge Roth; seitdem war Zbigniew (Zibi) Szlufcik bis Ende 2019 alleiniger Geschäftsführer (jetzt Präsident), aktuell ist der Niederländer Jort Vlambis CEO Challenge Family GmbH.
2016 werden erstmals 470 Startplätze für die Challenge Roth innerhalb der Wettkämpfe der Challenge Family Serie an Athleten, die sich z. B. in sozialen Netzwerken, Charity-Projekten o. ä. als Botschafter der Challenge Family engagieren, vergeben. Da die Wettkämpfe in der Serie überwiegend außerhalb Deutschlands stattfinden, ist hiervon in erster Linie das internationale Startplatzkontingent betroffen.
2022 wurde der Challenge Roth der Bayerische Sportpreis in der Kategorie Herausragende Förderung des Sports verliehen.

### Sportliche Höhepunkte
2003 ging das Herzschlagfinale zwischen Lothar Leder und dem Kurzdistanz-Weltmeister von 1997, Chris McCormack, in die Geschichte ein: während François Chabaud und Bryan Rhodes mit technischen Defekten auf dem Rad kämpften, lieferten sich Leder und McCormack über acht Stunden ein Kopf-an-Kopf-Rennen. Auf den letzten 400 Metern suchte Leder schließlich die Entscheidung und gewann in einem Sprint-Finish mit 3 Sekunden Vorsprung. Dieser Zieleinlauf war neben dem von Pauli Kiuru und Ken Glah beim Ironman New Zealand 1989 die bisher knappste Entscheidung im Langdistanz-Triathlon. Leder, der bereits 1996 in Roth als weltweit erster Triathlet die magische Acht-Stunden-Marke auf der Ironman-Distanz unterboten hatte, gewann damit zum vierten Mal in Folge und zum fünften Mal insgesamt in Roth. Eine Stunde später komplettierte seine Frau Nicole als schnellste Frau den Erfolg.

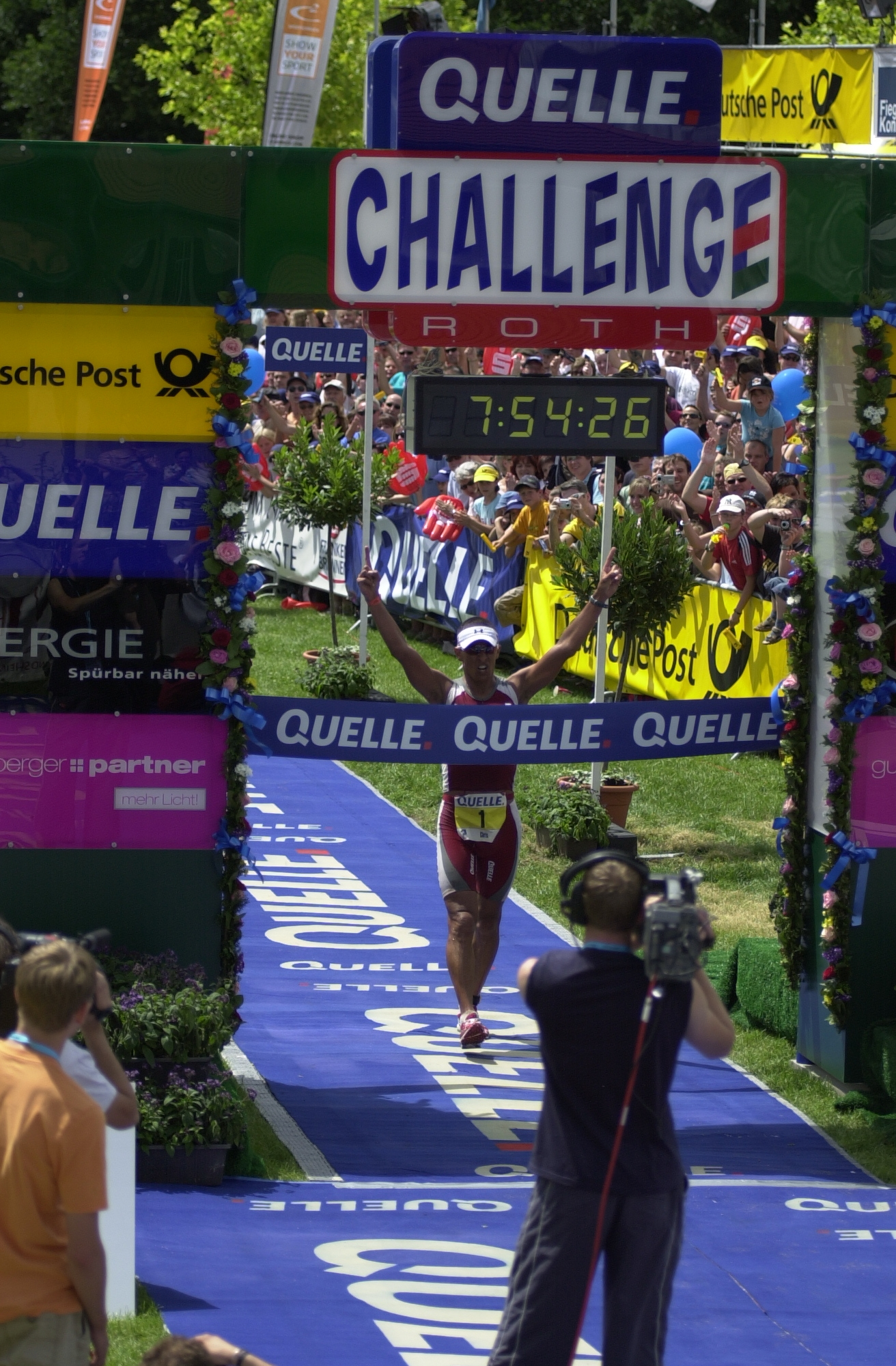
Chris McCormack gewann im Juni 2007 zum vierten Mal in Folge die Quelle Challenge Roth

2007 jährte sich der Streckenrekord von Luc van Lierde mit 7:50:27 h zum zehnten Mal. Selbstbewusst hatte Chris McCormack vor seinem fünften Start in Roth Ambitionen auf die ausgeschriebene Prämie von 100.000 US-Dollar für ein Unterbieten dieses Rekordes angemeldet. Bis zur abschließenden Disziplin lag er – verfolgt von Thomas Hellriegel – auch auf Kurs, ließ dann aber durch die hohen Temperaturen bedingt einige Minuten liegen und kam bei seinem vierten Sieg in Folge in Roth mit persönlicher Bestzeit von 7:54:23 h ins Ziel.
Eine Stunde später gab es bei dem Jubiläum „20 Jahre Langdistanz in Roth“, zu dem sogar ein Glückwunsch-Telegramm der Bundeskanzlerin einging, dann doch noch eine Überraschung: Die bis dahin weitgehend unbekannte Yvonne van Vlerken gewann bei ihrem ersten Start in Roth in 8:51:53 h – nur eine Minute über der 1994 auf dem gleichen Kurs von Paula Newby-Fraser aufgestellten Weltbestzeit. 2008 lieferte van Vlerken dann nicht mehr ganz so überraschend die Schlagzeile des Tages: Nach 8:45:48 h unterbot sie die 14 Jahre alte Bestmarke. Angetrieben wurde sie dabei von der Ungarin Erika Csomor, die in 8:47:05 h ebenfalls deutlich unter Newby-Frasers Bestmarke blieb.
Ein Jahr hielt diese neue Weltbestzeit – dann kam 2009 Chrissie Wellington. Die amtierende Weltmeisterin sowie bis dahin zweifache Siegerin des Ironman Hawaii unterbot in 8:31:59 h van Vlerkens Bestzeit gleich um fast 14 Minuten. Rebekah Keat komplettierte in 8.39:24 h die Sensation. Dazu gewann Michael Göhner in der viertschnellsten jemals in Roth gelaufenen Zeit (7:55:53).
2010 war Chrissie Wellington erneut am Start und konnte in 8:19:13 h nicht nur zum zweiten Mal in Roth siegen, sondern auch ihre eigene Bestzeit aus dem Vorjahr nochmals um über zwölf Minuten unterbieten. Nur sechs Männer liefen an diesem Tag vor ihr ein. Die Zweitplatzierte Rebekah Keat lief mit fast 33 Minuten Distanz in 8:52:10 h ein, vier Jahre zuvor wäre dies noch die zweitschnellste jemals von einer Triathletin weltweit erreichte Zeit gewesen. Bei den Männern verfehlte Rasmus Henning bei seinem Sieg in 7:52:36 h die Bestmarke von 1997 nur um gut 2 Minuten. Auf Platz zwei lief Sebastian Kienle ein, der zuvor die elf Jahre alte Bestzeit von Jürgen Zäck auf der Radstrecke unterbieten konnte.
2011 gab es zum zehnjährigen Jubiläum der Marke Challenge gleich zwei neue Rekorde: Andreas Raelert siegte bei seiner Roth-Premiere mit einer Fabelzeit von 7:41:33 h fast 9 Minuten schneller als van Lierde 1997, und Chrissie Wellington gewann bei ihrem dritten Start in Roth zum dritten Mal in neuer Weltbestzeit. Sie konnte ihre Zeit aus dem Vorjahr in 8:18:13 h nochmals um exakt eine Minute unterbieten. Julia Gajer gelang gleichzeitig die schnellste Zeit, mit der jemals eine Triathletin bei einem Langdistanz-Debüt ins Ziel kam.
2012 fanden erstmals in Roth und zum dritten Mal in Deutschland (nach dem Jümme-Triathlon 1995 und dem Allgäu Triathlon 2004) offizielle Triathlon-Europameisterschaften auf der Langdistanz statt. Europameister wurden Rachel Joyce und Timo Bracht, der hinter James Cunnama Zweiter in der Gesamtwertung wurde.
Auch wenn sich 2014 beim dreißigsten Geburtstag des Triathlon in Roth an der Spitze ein Topfeld mit der Siegerin Mirinda Carfrae (8:38:53 h) vor Rachel Joyce, Caroline Steffen, Yvonne van Vlerken und Julia Gajer sowie Timo Bracht (7:56:00 h), Nils Frommhold, Eneko Llanos, Luke McKenzie, Pete Jacobs, James Cunnama und Dirk Bockel maß, galt das Publikumsinteresse diesmal auch dem Mittelfeld: „Ironnun“ Sister Madonna Buder startete erstmals in Roth, und Veranstalter Felix Walchshöfer machte ein Versprechen an seinen Vater wahr, einmal selbst in Roth zu starten. Als kleiner Junge hatte Walchshöfer zu der Gruppe Kinder gehört, die die Topstars mit Luftballons über die Ziellinie begleiteten. Diesmal wurde er bei seiner Zielankunft selbst von Nicole und Lothar Leder, Jürgen Zäck, Belinda Granger und Andreas Niedrig die letzten 200 Meter bis zur Finishline geführt.
2015 unterbot Andrew Starykowicz die vier Jahre zuvor von Andreas Raelert aufgestellte Bestzeit auf der Radstrecke um 2½ Minuten, ging aber trotzdem nicht als erster auf die Laufstrecke: Wenige Sekunden vor ihm war bereits Nils Frommhold vom Rad gestiegen, der schließlich mit der drittschnellsten Zeit in der Geschichte des Triathlon in Roth gewann.
2016 unterbot Olympiasieger Jan Frodeno, zweimaliger Sieger des Ironman Hawaii, in Roth mit „Ankündigung“ die seit 2011 bestehende und an selber Stelle von Andreas Raelert aufgestellte Weltbestzeit in 7:35:39 h um fast sechs Minuten. Hauptkonkurrenten von Frodeno waren Vorjahressieger Nils Frommhold, Dirk Bockel, Jan Raphael, Per Bittner, Tyler Butterfield, Cyril Viennot und Thomas Hellriegel.
Als schnellste Frau blieb die kurzfristig nachgemeldete amtierende Siegerin des Ironman Hawaii Daniela Ryf, die noch zwei Wochen zuvor den Ironman Frankfurt wegen Unterkühlung vorzeitig abgebrochen hatte, in 8:22:04 h nur knapp vier Minuten über der bestehenden Weltbestzeit. Neben ihr hatten neben den drei Besten des Vorjahres, Yvonne van Vlerken, Carrie Lester und Anja Beranek, auch Meredith Kessler, Erika Csomor und Michelle Vesterby zu den Favoriten gezählt.
Am 9. Juli 2017 kam es wie bereits 2012 zu einer Terminkollision zwischen der Challenge Roth und dem Ironman Germany, da die beiden größten Langdistanz-Rennen in Deutschland am selben Tag stattfanden. Aus Sicht der Frankfurter Rundschau bestand damit eine ähnliche Situation, als würde im Fußball das Finale der UEFA Champions League und das Endspiel der Europameisterschaft am selben Abend gespielt. Bereits in früheren Jahren hatte es entsprechende Überschneidungen gegeben und 2003 hatte die Challenge Roth z. B. ihren Termin deshalb verschoben.
 Als Topfavoritin bei den Frauen konnte sich Daniela Ryf, die angekündigt hatte, die seit 2011 bestehende Weltbestzeit von Chrissie Wellington angreifen zu wollen, erneut durchsetzen. Gejagt wurde sie dabei von Laura Siddall und Lisa Roberts. Eine neue Bestzeit konnte nicht aufgestellt werden. Die Drittplatzierte, die US-Amerikanerin Lisa Roberts, wurde wegen eines Dopingverstoßes im November des Jahres nachträglich aus der Wertung gestrichen und die Niederländerin Yvonne van Vlerken rutschte noch auf den dritten Rang nach vorne. Bei den Männern siegte der Belgier Bart Aernouts vor dem Vorjahres-Zweiten Joe Skipper und Maurice Clavel.
2018 gingen bei der 35. Austragung in Roth erstmals seit 2003 wieder beide Titel bei den Frauen sowie den Männern an deutsche Athleten: Sebastian Kienle (7:46:23 h) gewann das Rennen der Männer und Daniela Sämmler verbesserte mit ihrer Siegerzeit von 8:43:42 h den deutschen Langdistanz-Rekord um fast vier Minuten – die bislang gültige Bestmarke hatte Sandra Wallenhorst 2008 beim Ironman Austria mit 8:47:26 h eingestellt.
Anlässlich des 35-jährigen Jubiläums wurde 2018 das Preisgeld für die Challenge Roth von bislang 88.150 US-Dollar auf 200.000 US-Dollar erhöht und damit mehr als verdoppelt. Die Gewinner bei den Männern als auch bei den Frauen erhielten ein Preisgeld von 40.000 US-Dollar, für die Zweitplatzierten gibt es jeweils 25.000 US-Dollar und 15.000 US-Dollar für die Drittplatzierten. Es handelte sich um das bislang höchste Preisgeld bei einem Langdistanz-Rennen in Europa sowie um das weltweit zweithöchste nach dem Ironman Hawaii (seit 2012: 650.000 US-Dollar).
Für das Jahr 2019 hatten sich die Veranstalter auf eine gemeinsame Terminlösung verständigt: Das Rennen in Frankfurt fand am letzten Juni-Wochenende statt und die Challenge Roth wurde eine Woche nach dem Ironman European Championship ausgetragen.
Die ursprünglich für den 5. Juli 2020 geplante 19. Austragung wurde Ende März im Rahmen der Ausbreitung des Coronavirus abgesagt. Am 20. April wurde die Anmeldung für 2021 freigeschaltet und für das Rennen am 4. Juli meldeten sich in kürzester Zeit 3400 Einzelstarter und 650 Staffeln an. Mitte Februar 2021 wurde das Rennen auf den 5. September verschoben, um die Chancen auf eine Teilnahme von Athleten aus dem Ausland zu erhöhen. Aufgrund einiger Baustellen auf der Radstrecke wie zum Beispiel am Kränzleinsberg in Hilpoltstein und um Zuschaueransammlungen zu vermeiden wurde die Streckenführung angepasste und wurde auf 170 km verkürzt. Deshalb war in diesem Jahr kein Streckenrekord möglich. Bei den Männern war erstmals der zweimalige Hawaii-Sieger Patrick Lange, bei den Frauen mit Anne Haug die amtierende Ironman-Weltmeisterin am Start. Beide setzten sich durch und gewannen das Rennen. Bei den Männern wurde durch Felix Hentschel mit 2:35:40 Stunden ein neuer Streckenrekord auf der Laufstrecke aufgestellt.
2022 feierte die Challenge Roth das 20-jährige Jubiläum: Das Rennen fand am Sonntag, den 3. Juli 2022, statt. Bei den Männern sicherte sich der Däne Magnus Ditlev den Titel und erreichte die Ziellinie im Rother Stadion nach 7:35:46 Stunden. Zweiter wurde der Vorjahressieger Patrick Lange (7:44:52 h) und der Brasilianer Reinaldo Colucci komplettierte das Podium (7:52:36 h). Jan Frodeno, der Favorit bei den Männern, musste das Rennen wegen einer Verletzung vorzeitig auf der Laufstrecke beenden. Bei den Frauen siegte die Favoritin Anne Haug mit einer Zielzeit von 8:22:42 Stunden, Zweite wurde die Britin Fenella Langridge und Dritte die Spanierin Judith Corachán (8:46:29 h).
2023 wurde das Rennen am 25. Juni ausgetragen – am selben Tag wie der Ironman France.
Der Däne Magnus Ditlev konnte seinen Titel aus dem Vorjahr erfolgreich verteidigen und mit seiner Siegerzeit von 7:24:40 Stunden den Streckenrekord von Jan Frodeno aus 2016 um elf Minuten verbessern. Zusätzlich stellte er mit 3:57:45 h einen neuen Disziplinenrekord auf der Radstrecke auf und blieb als erster Athlet unter vier Stunden. Auch der zweitplatzierte Patrick Lange blieb mit seiner Zeit von 7:30:04 h deutlich unter dem alten Streckenrekord und konnte beim abschließenden Marathon seinen eigenen Langdistanzrekord aus dem Vorjahr beim Ironman Israel um vier Sekunden auf 2:30:27 h verbessern. Auch die Schweizerin Daniela Ryf konnte mit neuem Rekord-Split auf der zweiten Disziplin in 4:22:55 h und ihrer Siegerzeit von 8:08:21 Stunden einen neuen Streckenrekord aufstellen. Beide Sieger stellten damit neben neuen Streckenrekorden auch jeweils eine neue Weltbestzeit auf.
Im Juli 2024 wurde das Rennen zum 22. Mal ausgetragen. Magnus Ditlev und Anne Haug stellten mit ihren Siegerzeiten neue Streckenrekorde und Weltbestzeiten auf der Ironman-Distanz auf. Patrick Lange musste das Rennen nach einer Rippenverletzung beim Schwimmen beenden.

## Streckenverlauf
- Die Schwimmstrecke über 3,8 km befindet sich nahe der Scheitelhaltung des Main-Donau-Kanals, der während des Challenge Roth für einige Stunden für den Schifffahrtsverkehr gesperrt wird. Start ist an der Kanallände Hilpoltstein auf der Heuberg gegenüberliegenden Kanalseite, die Strecke führt zunächst ca. 1,5 km in südöstlicher Richtung zu einem Wendepunkt kurz vor der Brücke zwischen Hilpoltstein und Altenhofen, dann zurück unter der Brücke zwischen Hilpoltstein und Rothsee hindurch zu einem zweiten Wendepunkt und wieder zum Start.

Da die Schwimmer durch das Kanalufer sowie die zahlreichen großen Bojen in der Kanalmitte eine leichtere Orientierung als bei den meisten anderen Triathlonwettkämpfen haben, gilt die Schwimmstrecke als ausgesprochen schnell. Zudem ist auch in einer Hitzephase die Wassertemperatur im Vorfeld über die Schleusen regulierbar, so dass es beim Challenge Roth äußerst selten ein temperaturbedingtes Verbot von Neoprenanzügen gab. Erstmals 2019 und auch 2022 durften die Profis keinen Neoprenanzug verwenden, anderen Teilnehmern war die Nutzung gestattet. Durch niedrigen Wasserstand der Donau 2025, konnten die Schleusen nicht verwendet werden, wodurch die Wassertemperatur so weit gestiegen war, dass erstmals für alle Teilnehmer ein Neoprenverbot galt.
Der Start erfolgt in zwanzig Startgruppen, wobei zuerst die Top 50 Männer und Top 20 Frauen zusammen mit den Teilnehmern ab 65 Jahre starten. In zwei weiteren Startgruppen folgen die Frauen, in der Startgruppe vier jene Athleten, die bei ihrer Anmeldung eine Zielzeit von unter neun Stunden angegeben haben. Die weiteren Startgruppen gehen im Abstand von jeweils fünf Minuten ins Wasser. In den Startgruppen 18 bis 20 starten die Staffelstarter zweieinhalb Stunden hinter den Topathleten. Große Ansammlungen von Zuschauern befinden sich entlang von Schwimmausstieg und Wechselzone sowie auf der Kanalbrücke zwischen Hilpoltstein und Rothsee und am Kanal entlang bei Heuberg.
- Die Radstrecke über 180 km (zwei Runden à 86 km plus 8 km) erstreckt sich über eine abwechslungsreiche Landschaft im südlichen Landkreis Roth. Am Rothsee vorbei und durch waldreiches Gebiet über Eckersmühlen und das mittelalterliche Heideck führt die Strecke den Selingstädter Berg hinauf. Ins Tal der Thalach hinein können die Höhenmeter über Thalmässing wieder in Geschwindigkeit umgesetzt werden, bis als südlichster Punkt das noch mit einer vollständigen Stadtmauer umgebene Greding erreicht wird.

Am Kalvarienberg in Greding sind rund 10 % Steigung auf 1,5 km zu bezwingen. Über mehrere Serpentinen führt die Strecke hinab nach Obermässing, weiter über Offenbau, Weinsfeld, Eysölden, Zell, Unterrödel und den Kränzleinsberg wieder nach Hilpoltstein zum berühmt-berüchtigten Solarer Berg. Nach einer Schleife über Pierheim und Mörlach kommen die Athleten erneut nach Hilpoltstein, um sich an der ersten Wechselzone vorbei auf die zweite Runde zu begeben. Bei der dritten Durchfahrt von Eckersmühlen biegt die Strecke ab nach Roth zur zweiten Wechselzone am Ortseingang.
Neben fünf Verpflegungsstellen gibt es entlang der Strecke an mehreren Stellen Radservice (bei 25 km/110 km, bei 50 km/135 km sowie bei 0 km/85 km/170 km). Insgesamt verfügt die hügelige Radstrecke über ca. 1200 hm und gilt als besonders schnell, da sich kurze steile Anstiege mit langgezogenen Gefällstrecken abwechseln.
Stimmungsnester befinden sich in jedem der oben genannten Orte, durch die die Strecke führt. Absolute Höhepunkte sind u. a. die Biermeile in Eckersmühlen, wo über mehrere hundert Meter Biertische entlang der Radstrecke stehen, die „200 m von Thalmässing“, der „Berg der Leiden“ am Kalvarienberg in Greding und der Kränzleinsberg kurz vor Hilpoltstein. Am Solarer Berg in Hilpoltstein stehen die Zuschauer auf rund 2 km so dicht gedrängt in mehreren Reihen, dass den Athleten nur ein lenkerbreiter Spalt für die Bewältigung des Anstiegs bleibt.
- Die Laufstrecke über 42,2 km wurde letztmals 2018 angepasst. Aus einem aus zwei Runden bestehenden Kurs wurde ein 1-Runden-Kurs mit halbierten Höhenmetern. Die Strecke verläuft von der Wechselzone in Roth über die Lände am Main-Donau-Kanal zum Wendepunkt nach Haimpfarrich an der Schleuse Eckersmühlen, dann zurück Richtung Schwand zur Schleuse Leerstetten und dann durch Roth nach Büchenbach und zurück.

Die Laufstrecke verlief 2017 zunächst zur Lände Roth und einige Meter südlich am Main-Donau-Kanal entlang, von dort als zweimal zu durchlaufende Wendepunkt-Strecke durch die Altstadt von Roth mit einer Runde über den Marktplatz um die barocke Brunnensäule des Markgrafenbrunnens sowie entlang der Fachwerkhäuser am Kugelbühlplatz bis nach Büchenbach und zurück. Nach dem vierten Durchlaufen der Altstadt führt die Strecke in den Stadtpark zur Finishline im Triathlonstadion.
In den Jahren zuvor führte die Laufstrecke zunächst zur Lände Roth und von dort flach am Kanal entlang bis zum ersten Wendepunkt in Schwand, zurück bis Haimpfarrich, durch Eckersmühlen über den Main-Donau-Kanal bis zum zweiten Wendepunkt im Wald zwischen Kanal und Eichelburg. Von der Lände Roth liefen die Athleten mit einer Schleife durch die Altstadt von Roth ins Ziel im Stadtpark. Große Stimmungsnester befanden sich u. a. an der Lände Roth sowie in Schwand, Haimpfarrich, Eckersmühlen und der Rother Altstadt.

## Siegerliste
| N ° | Datum/Jahr    | Männer                 | Männer            | Männer             | Frauen                  | Frauen             | Frauen             |
| N ° | Datum/Jahr    | Erster Platz           | Zweiter Platz     | Dritter Platz      | Erster Platz            | Zweiter Platz      | Dritter Platz      |
| --- | ------------- | ---------------------- | ----------------- | ------------------ | ----------------------- | ------------------ | ------------------ |
| 24  | 2026          |                        |                   |                    |                         |                    |                    |
| 23  | 6. Juli 2025  | Sam Laidlow            | Jonas Schomburg   | Jan Stratmann      | Laura Philipp           | Grace Thek         | Alanis Siffert     |
| 22  | 7. Juli 2024  | Magnus Ditlev -3- (SR) | Thomas Bishop     | Rudy Von Berg      | Anne Haug -3- (SR)      | Laura Philipp      | Els Visser         |
| 21  | 25. Juni 2023 | Magnus Ditlev -2-      | Patrick Lange     | Ben Kanute         | Daniela Ryf -3- (SR)    | Anne Haug          | Laura Philipp      |
| 20  | 3. Juli 2022  | Magnus Ditlev          | Patrick Lange     | Reinaldo Colucci   | Anne Haug -2-           | Fenella Langridge  | Judith Corachán    |
| 19  | 5. Sep. 2021  | Patrick Lange          | Nils Frommhold    | Felix Hentschel    | Anne Haug               | Laura Siddall      | Fenella Langridge  |
| 18  | 7. Juli 2019  | Andreas Dreitz         | Jesper Svensson   | Cameron Wurf       | Lucy Charles-Barclay    | Sarah Crowley      | Daniela Bleymehl   |
| 17  | 1. Juli 2018  | Sebastian Kienle       | Andreas Dreitz    | Jesse Thomas       | Daniela Sämmler         | Lucy Charles       | Kaisa Sali         |
| 16  | 9. Juli 2017  | Bart Aernouts          | Joe Skipper       | Maurice Clavel     | Daniela Ryf -2-         | Laura Siddall      | Yvonne van Vlerken |
| 15  | 17. Juli 2016 | Jan Frodeno            | Joe Skipper       | Nils Frommhold     | Daniela Ryf             | Carrie Lester      | Yvonne van Vlerken |
| 14  | 12. Juli 2015 | Nils Frommhold         | Timo Bracht       | David Dellow       | Yvonne van Vlerken -3-  | Carrie Lester      | Anja Beranek       |
| 13  | 20. Juli 2014 | Timo Bracht            | Nils Frommhold    | Eneko Llanos       | Mirinda Carfrae         | Rachel Joyce       | Caroline Steffen   |
| 12  | 14. Juli 2013 | Dirk Bockel            | James Cunnama     | Timo Bracht        | Caroline Steffen        | Yvonne van Vlerken | Julia Gajer        |
| 11  | 8. Juli 2012  | James Cunnama          | Timo Bracht       | Mike Aigroz        | Rachel Joyce            | Sonja Tajsich      | Julia Gajer        |
| 10  | 10. Juli 2011 | Andreas Raelert        | Sebastian Kienle  | Keegan Williams    | Chrissie Wellington -3- | Julia Wagner       | Rebekah Keat       |
| 9   | 18. Juli 2010 | Rasmus Henning         | Sebastian Kienle  | Eneko Llanos       | Chrissie Wellington -2- | Rebekah Keat       | Tereza Macel       |
| 8   | 12. Juli 2009 | Michael Göhner         | Pete Jacobs       | Richard Ussher     | Chrissie Wellington     | Rebekah Keat       | Catriona Morrison  |
| 7   | 13. Juli 2008 | Patrick Vernay         | Pete Jacobs       | Torbjørn Sindballe | Yvonne van Vlerken -2-  | Erika Csomor       | Gina Ferguson      |
| 6   | 24. Juni 2007 | Chris McCormack -4-    | Eneko Llanos      | Pete Jacobs        | Yvonne van Vlerken      | Joanna Lawn        | Belinda Granger    |
| 5   | 2. Juli 2006  | Chris McCormack -3-    | Faris Al-Sultan   | Kieran Doe         | Joanna Lawn             | Belinda Granger    | Karen Holloway     |
| 4   | 3. Juli 2005  | Chris McCormack -2-    | Alexander Taubert | Timo Bracht        | Belinda Granger         | Nicole Leder       | Ute Mückel         |
| 3   | 4. Juli 2004  | Chris McCormack        | Faris Al-Sultan   | Timo Bracht        | Nicole Leder -2-        | Belinda Granger    | Ute Mückel         |
| 2   | 6. Juli 2003  | Lothar Leder -2-       | Chris McCormack   | François Chabaud   | Nicole Leder            | Heike Funk         | Erika Csomor       |
| 1   | 7. Juli 2002  | Lothar Leder           | Cameron Brown     | Thomas Hellriegel  | Nina Kraft              | Erika Csomor       | Nicole Leder       |

| Deutsche Meisterschaft Langdistanz | Europameisterschaft Langdistanz |

→ Für die Sieger der Veranstaltungen vor 2002 siehe Ironman Europe.

## Rekorde
| Streckenrekorde in Roth  | Streckenrekorde in Roth | Streckenrekorde in Roth | Streckenrekorde in Roth |
| ------------------------ | ----------------------- | ----------------------- | ----------------------- |
|                          | Magnus Ditlev           | 7:23:24 h               | 2024, Weltbestzeit      |
|                          | Anne Haug               | 8:02:38 h               | 2024, Weltbestzeit      |
| Disziplinrekorde in Roth |                         |                         |                         |
| Schwimmen                |                         |                         |                         |
|                          | Michael Prüfert         | 0:43:35 h               | 1997                    |
|                          | Lucy Charles            | 0:46:48 h               | 2018                    |
| Radfahren                |                         |                         |                         |
|                          | Magnus Ditlev           | 3:57:45 h               | 2023                    |
|                          | Daniela Ryf             | 4:22:55 h               | 2023                    |
| Laufen                   |                         |                         |                         |
|                          | Matt Hanson             | 2:28:03 h               | 2025                    |
|                          | Anne Haug               | 2:38:52 h               | 2024                    |